# Lochridge
Lochridge è una comunità non incorporata degli Stati Uniti d'America della contea di Brazoria nello Stato del Texas.

## Geografia fisica
Lochridge si trova sulla State Highway 1462, ad ovest di Rosharon, nella parte nord-ovest della contea di Brazoria.